# Barleria rotundifolia
Barleria rotundifolia är en akantusväxtart som beskrevs av Anna Amelia Obermeyer. Barleria rotundifolia ingår i släktet Barleria och familjen akantusväxter. Inga underarter finns listade i Catalogue of Life.